# Glucose-fructosestroop

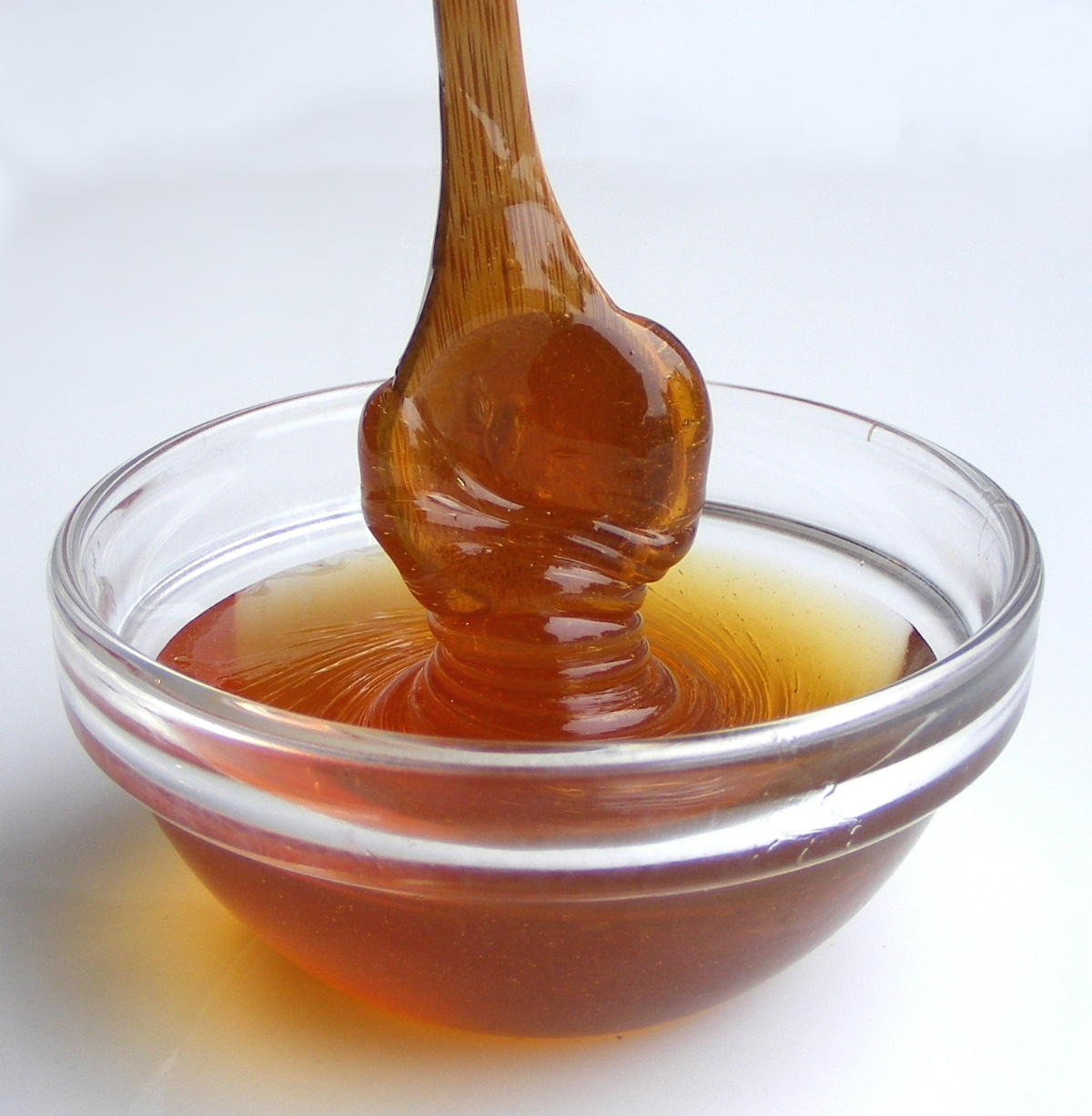
Een suikerstroop

Glucose-fructosestroop (GFS) of fructose-glucosestroop is een suikerstroop, meestal gemaakt van tarwezetmeel in Europa  of maïszetmeel in de Verenigde Staten, bestaande uit een mengsel van glucose en fructose. Welke van de twee aanduidingen wordt gebruikt is afhankelijk van of er meer glucose of meer fructose in zit. Het is ook bekend als fructose-siroop, glucose-siroop en isoglucose. In het Engels wordt het vooral aangeduid als High-fructose corn syrup (HFCS). Zuivere invertsuikerstroop, die wordt gemaakt van kristalsuiker (sacharose), is een glucose-fructosestroop die bestaat uit gelijke hoeveelheden glucose en fructose.
Uit glucosestroop wordt glucose-fructosestroop gemaakt door met behulp van enzymatische processen een deel van de glucose om te zetten in fructose. Hierdoor benadert de chemische samenstelling die van suiker enigszins. Het is bij voedingsfabrikanten een populair zoetmiddel omdat het veel zoeter is dan sacharose of glucose, goedkoper is en bovendien langer bewaard kan worden. Het wordt soms als "natuurlijke suikers" gepromoot.
GFS heeft dezelfde voedingswaarde als suiker. Omdat het bestaat uit enkelvoudige suikers is het echter eenvoudiger te verteren, waardoor het iets sneller als energie wordt opgenomen.

## Samenstelling

Structuur van fructose (links) en glucose (rechts)

Glucose-fructosestroop (GFS) bestaat voornamelijk uit een mengsel van glucose en fructose in wisselende verhoudingen. De hoeveelheid fructose in glucose-fructosestroop varieert van 5 to 50%. Bij een hoger gehalte aan fructose heet product fructose-glucosestroop. Stropen met meer dan 10% fructose heten isoglucose, verwijzend naar het isomerisatie-proces waarmee glucose wordt omgezet in fructose.
De voedingsindustrie gebruikt standaard mengsels, waarvan de verhouding is afgestemd op het te maken product. Veelgebruikte vormen zijn:
- GFS 90: 90% fructose 10% glucose (voor de productie van GFS 55)
- GFS 70: in gelei
- GFS 65: in frisdrank-mixen
- GFS 55: in frisdranken
- GFS 42: in diverse voedingsmiddelen

GFS 50 is een glucose-fructosestroop die bestaat uit gelijke hoeveelheden glucose en fructose, wat overeen komt met zuivere, volledig geïnverteerde invertsuikerstroop, gemaakt van kristalsuiker (sacharose).

## Productie
Glucose-fructosestroop wordt doorgaans gemaakt van zetmeel uit tarwe of maïs. Hieruit wordt eerst een glucose-siroop gewonnen, waaruit vervolgens middels hydrolyse de glucose wordt vrijgemaakt. Deze wordt dan middels isomerisatie met behulp van enzymen deels omgezet in fructose. In de Verenigde Staten wordt meestal uitgegaan van maïs-zetmeel. Glucose-stroop kan ook worden gemaakt van aardappelzetmeel, zoals de vroegere aardappelstroop.

## Toepassing
De zoetstof wordt sinds het begin van de tachtiger jaren in de Verenigde Staten en Canada in veel producten gebruikt, bijvoorbeeld frisdranken. De frisdranken Coca-Cola en Pepsi Cola worden in de Verenigde Staten en Canada bijvoorbeeld gezoet met GFS, terwijl dit in bijna alle andere landen met suiker gebeurt.
Redenen hiervoor zijn de door subsidies relatief overvloedige aanwezigheid van maïs en de hogere importheffingen op biet- en rietsuikers. De sturende rol van de Amerikaanse overheid hierin is controversieel.

## Invloed op de gezondheid
Gedurende de 21ste eeuw werd er in sommige fabrieken GFS gemaakt met een chlor-alkali methode. Bij gebruik van kwik cell technologie voor het verteren van de ruwe mais konden er minieme hoeveelheden kwik in de siroop terechtkomen. In 2009 werd door de Corn Refiners Association een rapport gepubliceerd dat alle GFS fabrikanten over de afgelopen jaren een kwikvrij proces hadden gebruikt, wat betekent dat er vandaag de dag géén kwik meer via dit proces in de siroop terecht kan komen.